# Neonitocris orientalis
Neonitocris orientalis là một loài bọ cánh cứng trong họ Cerambycidae.